# Sphodros abboti
Sphodros abboti WALCKENAER, 1835  è un ragno appartenente al genere Sphodros della famiglia Atypidae.
Il nome deriva dal greco σφοδρός, sphodròs, cioè forte, eccedente, poderoso, ad indicare l'abnorme grandezza dei cheliceri in proporzione alla lunghezza del corpo.
Il nome proprio deriva dal collezionista di origine inglese John Abbot (1754 circa - 1840) che, trasferitosi in Georgia poco più che ventenne, raccolse per tutta la vita esemplari di uccelli, insetti, farfalle, piante in giro per gli Stati Uniti.

## Caratteristiche
Questa è la specie tipo del genere ed ha alcune caratteristiche in comune con S. paisano: gli adulti di entrambi i sessi hanno le filiere posteriori laterali suddivise in quattro segmenti, apparentemente un carattere derivato, non originale (esemplari giovanili di S. abboti le hanno trisegmentate come le altre specie del genere Sphodros). Altra peculiarità rispetto alle altre specie è quella di avere 4 paia di sigilla di forma ovale e le spermateche provviste di quattro spirali, mentre S. paisano i 4 sigilla li ha invaginati lateralmente e le spermateche hanno tre spirali.
I maschi di questa specie hanno una lunghezza del corpo, compresi i cheliceri, di 9,7 millimetri; il cefalotorace, di forma ovale, 3,45 x 2,85 millimetri, è marrone scuro con la pars cephalica ancora più scura; i cheliceri sono marrone scurissimo dorsalmente e bruno rossastri ventralmente. I pedipalpi hanno una lunghezza totale di ben 6 millimetri con l'embolo curvo. L'opistosoma è di forma ovale, 3,70 x 2,70 millimetri, rivestito di peli neri. Le filiere sono sei: le due anteriori laterali sono lunghe 0,45 millimetri, le due mediane posteriori 0,65 e le due posteriori laterali lunghe in totale 2,05 millimetri.

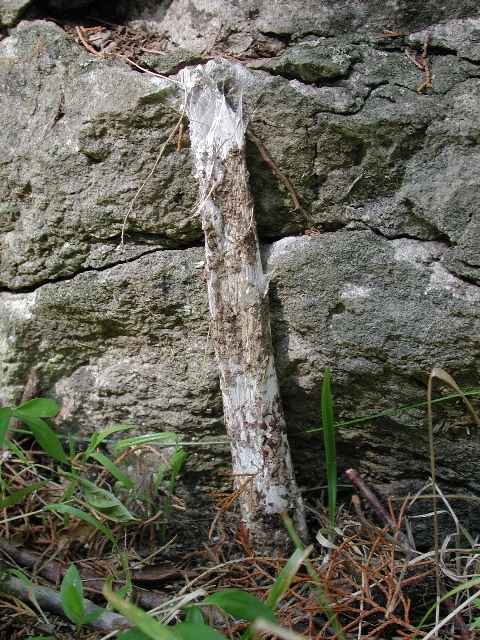
tubo setoso, parte fuoriuscente

## Comportamento
Come tutti i ragni del genere Sphodros, anche questa specie vive in un tubo setoso parallelo al terreno, per una ventina di centimetri circa seppellito e per altri 8 centimetri fuoriuscente. Il ragno resta in agguato sul fondo del tubo: quando una preda passa sulla parte esterna, le vibrazioni della tela setosa allertano il ragno che scatta e la trafigge, per poi rompere la sua stessa tela, portarsi la preda nella parte interna e cibarsene..

## Habitat
Predilige boschi umidi vicino a sorgenti, palmeti, zone fangose e foreste temperate con varie specie di querce, lecci e alloro, (in inglese mesic hammocks).

## Distribuzione
Gli aracnologi Chamberlin e Ivie hanno ritenuto come località tipo di questa specie la Contea di Screven, nella Georgia, dove Abbot visse fra il 1776 e il 1806; in ogni caso è approssimativo, in quanto Abbot non lasciò scritto niente di preciso sulle località in cui rinveniva gli esemplari. L'areale spazia dalla Georgia meridionale alla Florida settentrionale.